# Menschensohn
„Menschensohn“ (hebräisch ben adam בן–אדם, aramäisch bar enascha oder bar nascha) ist ein Ausdruck aus der hebräischen Bibel. Er bezeichnet dort zunächst einen Angehörigen der Gattung Mensch im Sinne von „Mensch“, „jemand“ oder „einer“, in der nachexilischen Prophetie und biblischen Apokalyptik dann einen bestimmten transzendenten Heilsmittler der Endzeit.
Im Neuen Testament (NT) erscheint der griechische Ausdruck ὁ υἱὸς τοὺ ἀνθρώπου (ho hyios tu anthropu, „der Sohn des Menschen“) fast ausschließlich in Eigenaussagen des Jesus von Nazaret, nur einmal als Aussage über ihn, immer in der dritten Person, nie als Aussage über andere. Alle anderen Hoheitstitel des NT für Jesus (etwa „Sohn Gottes“, „Sohn Davids“, „Christus“ oder „Kyrios“) erscheinen nie als seine Eigenaussagen. Neutestamentler halten den Menschensohn-Titel daher für eine Selbstbezeichnung des historischen Jesus.

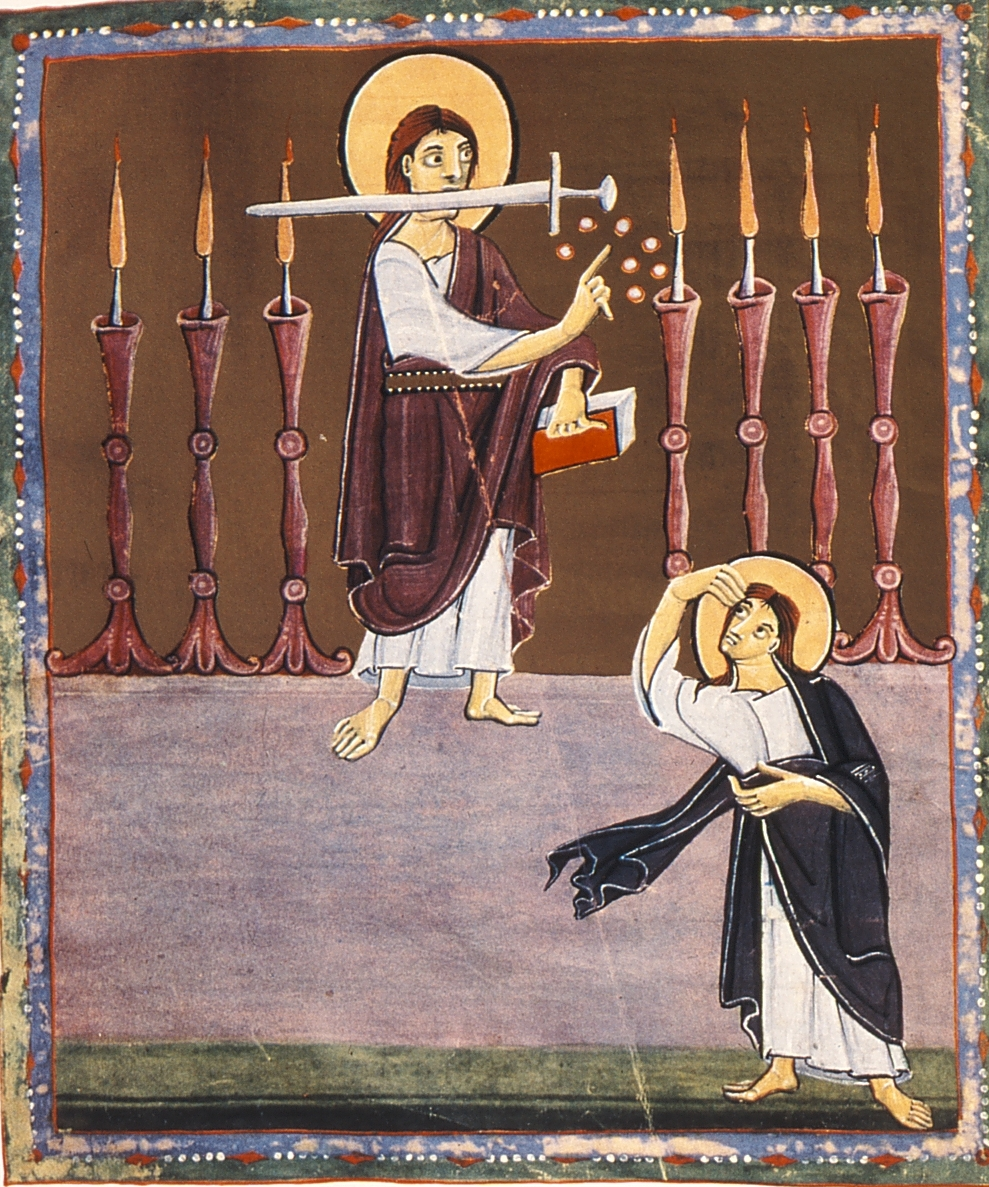
Bamberger Apokalypse: Der Menschensohn unter den sieben Leuchtern. (Offb 1,12f EU).

## Jüdische Schriften

### Genesis
Die Urgeschichte beschreibt die Weltentstehung als auf das menschliche Leben hingeordneten zielgerichteten Prozess der Schöpfung Gottes. Der erste Mensch erscheint unter dem Namen Adam (Gen 1,26 ) als Urbild und Prototyp all seiner Artgenossen, wobei „Adam“ sowohl „Mensch“ als auch „Mann“ bedeuten kann. Jedoch gelten alle Menschen für die Bibel in der Polarität von Mann und Frau als zu Gottes Ebenbild geschaffene Wesen gleicher Art (1,27 ). In 3,15  klingt an, dass sie als Nachkommen Adams und Evas definitiv von Gott unterschiedene, den Bedingungen des Daseins unterworfene Sterbliche sind, die dennoch für die Bewahrung allen Lebens verantwortliche Abbilder und Partner Gottes bleiben. Daraufhin fragt Ps 8,5 :

„Was ist der Mensch, dass du seiner gedenkst, und des Menschen Kind, dass du dich seiner annimmst?“

Auf diese in Gottes Zuwendung begründete, empirisch nicht aufweisbare Menschenwürde bezieht sich die generische Bezeichnung Menschensohn in der Bibel, die heute auch geschlechtsneutral mit Menschenkind übersetzt wird.

### Prophetie
Mit Ezechiel rückt die Vision als Medium göttlicher Offenbarung in den Mittelpunkt prophetischer Rede. Dieser Prophet wird von Gott 87-mal als Menschensohn (ben adam) angeredet. Er ist der von Gottes Geist erfüllte (Ez 2,1 ) Seher der Sünde des Gottesvolks (8,5 ), der unter diesem verstockten Volk wohnen, ihm Gottes Gericht in Rätselworten ankündigen (17,2 ) und selbst darunter leiden (24,16  u. a.) muss. Er darf dann aber auch den kommenden „guten Hirten“ (34,23 ), die Sammlung ganz Israels in der Vision von der Auferweckung ausgetrockneter Gebeine (37 ) und das Weltgericht (40,4 ; 43,7–10 ; 47,6 ) voraussehen und ankündigen, ja selbst in Bewegung setzen (39,17 ). So ist die Anrede als Menschensohn einerseits Bestimmung zum Miterleiden des Gerichts Gottes über sein Volk, andererseits Auszeichnung zum Propheten der Endzeit für alle Völker.

### Buch Daniel
Das Buch Daniel beschreibt den, „der aussah wie der Sohn eines Menschen“, als zukünftigen Vertreter der Menschheit, dem JHWH nach dessen Endgericht seine Herrschaft über die kommende Welt, das Reich Gottes, übertragen werde. Dieser Figur wurde in der nachbiblischen jüdischen Apokalyptik auch Gottes Aufgabe als endzeitlicher Richter zugewiesen, und sie wurde mit dem Messias identifiziert.
In Ez 1,26 f.  erscheint Gott selbst auf seinem Thron als einer, der aussah wie ein Mensch. Daran knüpft Daniels Vision vom Kommen Gottes zum Endgericht an, in der es heißt (Dan 7,13 f. ):

„[…] Da kam mit den Wolken des Himmels einer [der aussah] wie ein Menschensohn. Er gelangte bis zu dem Hochbetagten und wurde vor ihn geführt. Ihm wurden (wird) die Herrschaft, Würde und Königtum (auch Imperium genannt, das heißt absolute Macht) gegeben. Alle Völker, Nationen und Sprachen müssen ihm dienen. Seine Herrschaft ist eine ewige, unvergängliche Herrschaft. Sein Reich geht niemals unter.“

Diese Gestalt erscheint hier im Kontrast zu den vier Tiergestalten, die zuvor nacheinander aus dem Chaosmeer aufstiegen und die gewaltsame, sich steigernde unmenschliche Herrschaft antiker Großreiche verkörperten. Nach deren Vernichtung durch Gott bringt der Menschensohn Gottes Herrschaft weltweit zur Geltung.
Die Vision greift Motive aus der altorientalischen Religion Kanaans auf: Gottes Endkampf mit mythischen Gegenmächten, den Thronrat eines Pantheons, die Ablösung der Herrschaft eines alten durch einen jungen Gott. Diese Motive werden hier jedoch von spezifisch biblischer Prophetie her umgeformt:
- Gott allein erscheint zum Gericht, die anderen Throne bleiben unbesetzt.
- Das Gericht beginnt durch Aufdecken der bei Gott verzeichneten Rechtsverstöße („Bücher wurden geöffnet“, v. 10).
- Die im Gerichtsfeuer vernichteten Weltreiche sind keine Gegengötter, sondern von Gott selbst zugelassene und zeitlich befristete Mächte (v. 12).
- Der als „Großmaul“ charakterisierte König, der sich gegen drei Vorgänger behauptet (v. 8) und die „Heiligen“ verfolgt und vernichtet (v. 25), verweist auf Antiochos IV. Dieser versuchte, die Religion der Israeliten zur Entstehungszeit der Vision (ca. 170 v. Chr.) auszulöschen. Dem werde, so Daniels Hoffnung, Gottes Endgericht und das menschliche Reich des Menschensohns folgen.
- Dieser erhält hier die Aufgabe, Gottes Willen weltweit zu realisieren. Indem Gott ihm seine Macht überträgt, schafft er den Völkerfrieden. Indem alle Völker diesem wahren, von Gott bestimmten Menschen dienen, ist die Sprachverwirrung unter ihnen (Gen 11,1–9 EU) endgültig überwunden.

Der, der „aussah wie ein Mensch“, kann demnach als Vertreter der Gattung Mensch verstanden werden, der im Kontrast zu den irdischen Weltmächten die gottgewollte Bestimmung aller Menschen zum Partner und Ebenbild Gottes bei der Bewahrung der Schöpfung verkörpert und durchsetzt. Diese Rolle war in der Prophetie seit Micha und Jesaja einem künftigen Nachfahren König Davids, später Maschiach genannt, zugedacht. Hier dagegen wird die universale Durchsetzung des göttlichen Geschichtsplans nicht mehr von einem Menschen irdischer Herkunft, sondern von einem aus Gottes Bereich stammenden Wesen erwartet, und zwar nicht innergeschichtlich, sondern nach dem Abbruch der Weltgeschichte durch Gott selber.
Die nachfolgende Deutung der Vision (Dan 7,16–28 ) bezieht die Gestalt auf die „Heiligen des Höchsten“. Der Ausdruck meint im Kontext das Gottesvolk Israel, zumindest die restlichen gläubigen Juden, die ihrem Gott in der vernichtenden Verfolgungssituation bis zuletzt die Treue halten. Der Menschensohn vertritt also auch ihre bleibende Erwählung, die in Gottes Theokratie nicht aufgehoben ist. Dies bringt die Hoffnung zum Ausdruck, dass Gott die Schöpfung, die durch immer neue Gewaltherrschaften beherrscht, deformiert und zerstört wird, eines Tages selbst – und dann endgültig – erneuern und damit Israels Bestimmung zum Volk Gottes für alle übrigen Völker (Gen 12,3 ) bestätigen und verwirklichen werde.

### Außerbiblische Apokalyptik
Spätere apokalyptische Schriften des Judentums, die nicht in den Tanach aufgenommen wurden, griffen Daniels Vision auf und variierten ihre Motive. Die Bilderreden des Äthiopischen Henochbuchs (Kapitel 37–71) beschreiben eine Figur mit dem Aussehen eines Menschen als präexistente himmlische Gestalt bei Gottes Thron (48,3.6 f.; 62,7), die am Ende der Zeit nicht nur Gottes Weltherrschaft übernehmen (48,5; 69,26), sondern die Welt selbst richten werde (62,5; 69,27 ff.). Er wird sowohl dieser Menschensohn als auch  der Auserwählte genannt. Nur im angehängten Kapitel 71 wird er mit dem Henoch der Urgeschichte (Gen 5,24 ) identifiziert.
Das 4. Buch Esra verkündet im 13. Kapitel im Rahmen einer apokalyptischen Vision die Gestalt wie die eines Menschen, die – entgegen der Vision Daniels – als irdischer König aus dem Meer aufsteigt und dann auf den Himmelswolken fliegend ein unzählbares Heer der Feinde Gottes vernichtet und ein friedliches Heer sammelt. In der Deutung der Vision wird er als dieser Mensch bzw. der Mann (Adam) bezeichnet, durch den Gott die Schöpfung erlösen wird (13,25); er sei sein Sohn (13,32). Seine Aufgabe geht jedoch nicht über das hinaus, was seit Jesaja vom kommenden Davidnachkommen erwartet wurde: der Sieg über die gottfeindlichen Völker und die Sammlung der wahren Gläubigen aus Israel. Hier wurden prophetische Messiaserwartung und apokalyptische Menschensohnerwartung nach dem verlorenen Jüdischen Krieg miteinander verbunden und als kriegerisches Bild erneuert.
Beide Texte verwenden die Substantive der Menschensohn (1. Henoch) oder der Mensch (4. Esra) neben anderen Hoheitstiteln. Sie bezeichnen hier keinen beliebigen Repräsentanten der Gattung Mensch, sondern in je eigener Ausformung eine apokalyptische Richtergestalt, deren besondere Aufgabe die universale Durchsetzung von Gottes Willen im Zusammenhang des Weltendes ist.

## Urchristliche Schriften

### Befund im Neuen Testament
Der Befund im NT zeigt eine Reihe von Auffälligkeiten:
- Der griechische Ausdruck findet sich fast ausschließlich in den Evangelien.
- Er zeigt immer eine für griechisches Sprachempfinden ungewöhnliche doppelte Determination: „der Sohn des Menschen“.
- Er erscheint an insgesamt 82 Stellen; nach Abzug aller Parallelen bleiben 36 voneinander unabhängig formulierte Menschensohn-Logien.
- Alle diese Worte erscheinen als Eigenaussagen Jesu. Nur einmal erscheint der Ausdruck in einem indirekten Jesuszitat (Lk 24,7 EU), ein anderes Mal als Verständnisfrage der Gesprächspartner Jesu (Joh 12,34 EU).
- Jesus redet immer vom Menschensohn in der dritten Person, meist mit Bezug auf sein eigenes Handeln. Doch nie erscheint die Aussageform „Ich bin der Menschensohn“.
- Nur ein weiteres Mal, im Glaubensbekenntnis des urchristlichen Missionars Stephanus (Apg 7,56 EU), erscheint der Begriff außerhalb der Evangelien als Fremdbezeichnung für Jesus, aber wiederum nicht als direkte Gleichung „Jesus [er] ist der Menschensohn“.
- In den Gemeindebriefen findet man sonst nur die Begriffe „Mensch“ (1 Tim 2,5 EU), „Menschenkind“ (Heb 2,6 ff. EU, Zitat von Ps 8,6 EU) und das unbestimmte „eines Menschen Sohn“ (Offb 1,13 f. EU und Offb 14,14 EU) ohne direkten Bezug zum Namen Jesus.
- Keins der Menschensohn-Worte im NT zitiert Stellen aus dem Henoch- oder Esrabuch. Nur aus Daniels Vision finden sich direkte Zitate, Teilzitate oder Anspielungen darauf.
- Davon abgesehen unterscheiden sich Kontext und Gebrauch des Menschensohntitels in den Evangelien deutlich. Manche synoptischen Parallelen zu Jesusworten verwenden statt des Titels das Personalpronomen „Ich“ oder umgekehrt.

### Synoptische Evangelien
Die synoptischen Menschensohnworte sind nach der heute weithin anerkannten Zweiquellentheorie sowohl im Markusevangelium als auch in der nur dem Matthäus- und Lukasevangelisten vorliegenden gemeinsamen Logienquelle (abgekürzt Q) als auch in deren je eigenem Sondergut zu finden. Sie werden inhaltlich in drei Gruppen eingeteilt:

#### Worte vom gegenwärtig wirkenden Menschensohn
Diese Spruchgruppe ist sowohl bei Markus als auch in der Logienquelle zu finden.
- Mk 2,10 EU (gegenwärtige Hoheit): Ihr sollt aber erkennen, dass der Menschensohn die Vollmacht hat, hier auf der Erde Sünden zu vergeben.

Zum Zeichen dieser „Vollmacht“ (griechisch exousia) zur Vergebung der Sünden, die nach damaligem jüdischen Verständnis nur Gott zustand, befiehlt Jesus einem Gelähmten dann, aufzustehen, sein Bett zu nehmen und fortzugehen. Denn so wie unheilbare Krankheiten als Folge einer Sünde galten, so war die unerwartete Heilung Zeichen der erfolgten Vergebung. Der Menschensohntitel begründet hier also Jesu gegenwärtiges Heilhandeln (siehe dazu Wunder Jesu). Die matthäische Variante Mt 9,8  begründet damit die Forderung Jesu an seine Jünger, ebenfalls Sünden zu vergeben.
- Mk 2,28 EU: So ist der Menschensohn Herr auch über den Sabbat.

Hier begründet der Titel Jesu Vollmacht, einzelne Gebote der Tora in einer Weise auszulegen, dass sie einer Heilung nicht im Wege stehen.
- Mt 11,18 f. EU (Q): Johannes ist gekommen, er isst nicht und trinkt nicht und sie sagen: Er ist von einem Dämon besessen. Der Menschensohn ist gekommen, er isst und trinkt; darauf sagen sie: Dieser Fresser und Säufer, dieser Freund der Zöllner und Sünder!

Hier bezeichnet der Titel Jesu Sendung zu den religiös und sozial Ausgeschlossenen, denen seine Gastmähler – anders als in der rigorosen asketischen Bußhaltung des Täufers Johannes – Sündenvergebung und damit Teilhabe am Reich Gottes zueigneten. An diesem Handeln nahmen offenbar manche Pharisäer damals Anstoß; denn jüdische Steuereintreiber galten vielfach als verachtete und gesetzlose, betrügerische Kollaborateure mit der römischen Besatzungsmacht.
- Lk 9,58 EU (= Mt 8,20; Q): Die Füchse haben Gruben und die Vögel des Himmels Nester; der Menschensohn dagegen hat nichts, wo er sein Haupt hinlegen kann.

Hier bezeichnet der Titel die gegenwärtige Erniedrigung als Heimatlosigkeit des Gottgesandten, der sogar gegenüber den Tieren ungeborgen ist in der Welt. Dies weist im Duktus der Evangelien bereits auf sein bevorstehendes Ende am Kreuz hin.

#### Worte vom leidenden, sterbenden und auferstehenden Menschensohn
Diese Gruppe erscheint in den sogenannten Leidens- und Auferstehungsankündigungen Jesu in den Evangelien, die damit die gemeinsamen Stoffe aus Galiläa mit dem Jerusalemer Passionsbericht redaktionell verklammerten. Sie fehlt wie jeder direkte Bezug auf die Passions-Überlieferung in der Logienquelle.
- Mk 9,12 EU: Er antwortete: Ja, Elija kommt zuerst und stellt alles wieder her. Aber warum heißt es dann vom Menschensohn in der Schrift, er werde viel leiden müssen und verachtet werden? Ich sage euch: Elija ist schon gekommen, doch sie haben mit ihm gemacht, was sie wollten, wie es in der Schrift steht.

Das Wort beantwortet eine Jüngerfrage nach der Wiederkunft des Propheten Elija, die im Judentum damals als Auftakt der Endzeit erwartet wurde. Die Antwort verweist indirekt auf das Schicksal des Täufers, der vor Jesu Auftreten hingerichtet worden war. Jesus sieht ihn als wiedergekommenen Endzeitpropheten, so dass sein eigenes Auftreten als Beginn der Endzeit erscheint. Jesus reiht sein erwartetes Leiden, das er mit dem Ende des Täufers vor Augen hatte, in die jüdische Tradition des Prophetenmordes ein. Leiden und Verachtetwerden verheißt der Tanach jedoch nicht vom Menschensohn, sondern vom Gottesknecht (Jes 53 ).
- Mk 9,31 EU (zweite Leidensankündigung): Der Menschensohn wird in die Hände der Menschen ausgeliefert, und sie werden ihn töten, und nachdem er getötet worden ist, wird er nach drei Tagen auferstehen.

Dieses Wort gilt als eventuell authentisch, da es eine allgemeine Todeserwartung ausdrückt und von „den Menschen“ spricht. Die davon abgeleiteten Varianten Mk 8,31  und Mk 10,33 f.  (erste bzw. dritte Leidensankündigung) hingegen zählen die jüdischen Führungsgruppen auf, die Jesus verurteilten und auslieferten: dies gilt als markinische Redaktion.
- Mk 10,45 EU:  Denn auch der Menschensohn ist nicht gekommen, um sich dienen zu lassen, sondern um zu dienen und sein Leben hinzugeben als Lösegeld für viele.

Das Wort vom Lösegeld für viele (aramäisch die Vielen im Sinne von die umfassende Vielzahl, alle) spielt an auf Jes 53,12 , die Schuldübernahme des stellvertretend für die Sünde seines Volkes leidenden Gottesknechts. Von diesem hieß es im Gegensatz zum Menschensohn in Jes 52,14 :

„Viele haben sich über ihn entsetzt, so entstellt sah er aus, nicht mehr wie ein Mensch, seine Gestalt war nicht mehr die eines Menschen.“

Die Anspielung belegt wie Mk 9,12  eine mögliche Verbindung der Menschensohn- und Gottesknechterwartung, die auf Jesus zurückgehen könnte. Denn auch in der Danielvision war vom Ende aller Gewaltherrschaft die Rede, die der Menschensohn ablösen werde. Dies geschieht hier jedoch durch das stellvertretende Erleiden ebendieser Gewaltherrschaft als Sklavendienst des Gottgesandten. Damit wird die Erwartung eines jenseitigen Menschensohns für die Völker in das irdische Sühneleiden für Israel hineingezogen.
- Mk 14,41 EU: Und er kam zum dritten Mal und sagte zu ihnen: Schlaft ihr immer noch und ruht euch aus? Es ist genug. Die Stunde ist gekommen; jetzt wird der Menschensohn den Sündern ausgeliefert.

Diese Stelle in der Getsemani-Szene markiert den Beginn der Passionsereignisse, auf die die Leidensankündigungen vorauswiesen. Die Auslieferung in die Hände der Sünder war nach Dan 7,25  das Schicksal des Gottesvolks, das dem Endgericht und der Wende zu menschlicher Verwirklichung des Gottesreichs vorausgehen werde. Jesus tritt hier also in dieses Endzeitleiden seines Volkes ein und übernimmt es als sein eigenes.

#### Worte vom kommenden Menschensohn
Diese Spruchgruppe dominiert in Stoffen, die der Logienquelle zugewiesen werden. Außerhalb davon findet man solche Worte fast nur in der sogenannten synoptischen Apokalypse (Mk 13 par).
- Mt 10,23 EU (Q): Wenn man euch in der einen Stadt verfolgt, so flieht in eine andere. Amen, ich sage euch: Ihr werdet nicht zu Ende kommen mit den Städten Israels, bis der Menschensohn kommt.

Dieses Wort verbindet die gegenwärtige Verfolgung der urchristlichen Missionare in Israel – eventuell im Kontext des Jüdischen Aufstands (66–70), als Teile der Urgemeinde nach Pella in Syrien fliehen mussten – mit der Endzeit. Der Vorsatz lautet: wer aber bis zum Ende standhaft bleibt, der wird gerettet.
- Lk 12,40 EU: Denn der Menschensohn kommt zu einer Stunde, wo ihr es nicht meint.
- Mk 13,26 EU parr: Und dann wird man den Menschensohn in Wolken kommen sehen mit großer Macht und Herrlichkeit. (indirektes Zitat von Daniel 7,13 f.)
- Mk 14,62 EU: Jesus sagte: Ich bin es. Und ihr werdet den Menschensohn zur Rechten der Macht sitzen und mit den Wolken des Himmels kommen sehen.

Diese Stelle ist Jesu Antwort auf die Messiasfrage des Hohenpriesters. Nur dieses eine Mal bekennt Jesus sich in den Evangelien direkt zu seiner Messiaswürde und kündigt daraufhin das Kommen des inthronisierten Menschensohns zur Weltherrschaft an. Dies löst das Todesurteil des Sanhedrin aus.

### Johannesevangelium
Im Johannesevangelium erscheint der Begriff 13 Mal. Mit Ausnahme der Verständnisfrage des Volkes in Joh 12,34  (dort wird die Bezeichnung gleich zwei Mal verwendet) sind dies ausschließlich Selbstaussagen Jesu.
Bei den folgenden Stellen handelt es sich um Ankündigungen einer zukünftigen Gestalt, die als erhöht oder himmlisch dargestellt wird:
- Joh 1,51 EU
- Joh 3,13 EU
- Joh 3,14 EU
- Joh 6,62 EU
- Joh 8,28 EU
- Joh 12,23 EU
- Joh 13,31 EU

Das Johannesevangelium deutet diese Erhöhung jedoch – insbesondere an den drei letztgenannten Stellen – gleichzeitig als Erhöhung zum Kreuz, mit der das Ziel der irdischen Sendung Jesu erreicht wird.
Darüber hinaus wird der Menschensohn in mehrfacher Hinsicht für die Menschen tätig, sowohl in der Gegenwart, als auch in der Zukunft:
- Er hält Gericht (5,27 EU)
- Er gibt Speise und Trank, die zum Leben führen (6,27 EU, 6,53 EU)
- Er heilt einen Blindgeborenen (9,35 EU)

Damit verbindet das Johannesevangelium die Dimensionen des gegenwärtigen und des zukünftigen Auftretens Jesu als des Menschensohnes so miteinander, dass eine Identität zwischen ihnen erreicht wird.

### Paulusbriefe
Paulus von Tarsus verwendet den Menschensohntitel nie, obwohl ihm ansonsten Hoheitstitel aus der Jerusalemer Urgemeinde wie Kyrios und Sohn Gottes geläufig waren, die er öfter zitierte.
Die paulinische Theologie lässt jedoch als sicher annehmen, dass Paulus auch diesen Ausdruck kannte. Er zitierte öfter Psalm 8, in dem der hebräische Ausdruck in generischem Sinn vorkommt, deutete die Stelle aber als Hinweis auf den Messias (1 Kor 15,27  und Phil 3,21 ). Ferner übernahm er die apokalyptische Vorstellung des Buches Daniel von einer Auferstehung zum Endgericht und stellte Christus als „Erstling“ der allgemeinen Totenauferstehung dem Urbild aller sterblichen Menschen, Adam, gegenüber (1 Kor 15,12 ff. ).
Zudem zitierte er den urchristlichen Philipperhymnus (Phil 2,5–11 ) in voller Länge, in dem wahrscheinlich auf die Endzeitvision Daniels von Gottes Machtübergabe an den Menschensohn, die allgemeine Totenerweckung und seine Anerkennung durch alle Menschen angespielt wird:

„Darum hat ihn Gott auch erhöht und ihm den Namen gegeben, der über alle Namen ist, damit im Namen Jesu sich beugen sollen aller derer Knie, die im Himmel und auf Erden und unter der Erde sind, und alle Zungen bekennen sollen, dass Jesus Christus der Kyrios ist – zur Ehre Gottes, des Vaters.“

### Apokryphen
Das Thomasevangelium, dessen älteste Bestandteile nach heutiger Ansicht etwa zeitgleich mit der Logienquelle – also zwischen 40 und 70 n. Chr. – entstanden sein können, widerspricht dem synoptischen Befund: Nur einmal erscheint der Begriff Sohn des Menschen als Jesu Eigenaussage (Logion 86), sonst immer als Bezeichnung der Menschen um Jesus (Logion 28), die durch ihn ausgezeichnet sind (Logion 106).
Logion 86 wandelt ein aus dem NT bekanntes Jesuswort (Mt 8,20 ; Lk 9,58 ) ab:

„Die Füchse haben Höhlen, … doch des Menschen Sohn hat keinen Ort, sein Haupt zu neigen und zu ruhen.“

Damit wird hier aber nicht Jesus selber, sondern die allgemeine Situation seiner Anhänger beschrieben. Der Mensch an sich ist aus Jesu Perspektive hier unbehaust und ruhelos auf Erden. Damit stützt das Thomasevangelium indirekt die generische Bedeutung des Menschensohn-Titels in einigen NT-Stellen.
Im späten Philippusevangelium erscheint der Begriff einmal als sekundärer Kommentar zu einem Handeln Gottes: Der Menschensohn kam als Färber. (63,25–30) Die Färbung in die Farbe Weiß widerspricht dem Handeln der Welt, die Jesus kreuzigt und der Finsternis ausliefert (63,24). Sie symbolisiert die Verwandlung der Weltfinsternis in die kommende, himmlische Existenzweise.

## Exegetische Diskussion

### „Jesus ist wahrer Gott und wahrer Mensch zugleich“ (Alte Kirche)
In der Patristik wurde der Menschensohntitel im Rahmen der Zwei-Naturen-Lehre (siehe Konzil von Chalcedon (451)) als Hinweis auf Jesu wahre menschliche Natur, also generisch aufgefasst. Nicht seine Deutung war umstritten, sondern die des Titels „Sohn Gottes“. Bis zum 2. Konzil von Nicea setzte sich die Auffassung durch: Jesus repräsentiert als der ewige, vor aller Zeit mit Gott existierende, mit ihm wesensgleiche Sohn Gottes den wahren Gott gegenüber der Menschheit. Indem dieser Gott menschliche Gestalt annahm und als Mensch unter Menschen auftrat, litt und starb, vertritt er ebenso die Menschheit gegenüber Gott. Weil er als einziger Mensch sündlos existierte und seinen Willen Gottes Willen beugte, erlangte er unsere Erlösung von Sünde und Tod.

### „Jesus umschreibt sich als Stellvertreter aller Menschen“ (Reformationszeit)
Der Humanismus des 16. Jahrhunderts schuf neue Bibelübersetzungen aus damals bekannt gewordenen hebräischen und griechischen Handschriften und reflektierte dabei das Nebeneinander von Ich- und Menschensohnworten in den Evangelien. Man erklärte letztere als Umschreibung des Personalpronomens „Ich“ in der 3. Person, die unter Hebräern üblich gewesen sei. Die Worte vom erscheinenden Menschensohn, die an die Vision Daniels erinnerten und schwer als Ich-Umschreibung erklärbar waren, wurden noch kaum von dem in Genesis 3,15 und Psalm 8 gemeinten Nachkommen Adams unterschieden.

### „Jesus wurde zum kommenden Menschensohn vergöttlicht“ (liberale Theologie)
Erst die aufgeklärte Bibelkritik begann, die Hoheitstitel des NT historisch-kritisch zu untersuchen und ihre Herkunft und ihren Sinn aufzuhellen, um so Jesu Selbstverständnis vom urchristlichen Glauben abzuheben und zu erklären. Schon die Belegverteilung im NT begründete für viele Exegeten die Annahme, dass Jesus selbst den Menschensohntitel verwendete und die Urchristen dies respektierten, indem sie ihn nicht in die Aussageform übernahmen.
Die liberale Theologie behielt die humanistische Erklärung der Ich-Umschreibung, unterschied aber zunehmend Jesu eigene Menschensohnworte von späteren, die die Urchristen ihm in den Mund gelegt hätten. Dabei galten die Stellen, die auf Daniels Vision anspielen, nun häufig als nachösterlich. Julius Wellhausen etwa erklärte, Jesus umschreibe mit dem Titel nur sein „Ich“. Erst nach Paulus, der den Titel nicht verwendete, sei es zur Umdeutung nach Dan 7 gekommen.
Wilhelm Bousset, Vertreter der religionsgeschichtlichen Schule in der NT-Wissenschaft um 1900, favorisierte eine Entstehung der apokalyptischen Menschensohnworte unter den palästinischen Urchristen, die die Parusie (Wiederkunft) des Auferstandenen erwarteten und diesen deshalb mit dem zum Endgericht kommenden Menschensohn identifiziert hätten. Dabei hätten sie auch andere Hoheitstitel wie Kyrios aus der hellenistischen Umwelt übernommen und auf Jesus übertragen, um Jesus gegenüber parallelen Mysterienkulten zu ehren.
Die Untersuchungen von Johannes Weiß und Albert Schweitzer betonten demgegenüber, dass Jesu eigene Reich Gottes-Verkündigung stark von der jüdischen Apokalyptik beeinflusst war. Dennoch wies Weiß die Worte vom kommenden Menschensohn den Urchristen zu und erklärte sie als mythologischen Ausdruck für den Eindruck, den Jesu „religiöse Persönlichkeit“ bei ihnen hinterlassen habe.
William Wrede sprach 1901 alle Menschensohnworte dem historischen Jesus ab und wies sie späteren, dogmatisierenden Stadien der Überlieferungsgeschichte zu. Heute sehen die meisten Neutestamentler einen Kernbestand der Menschensohnworte als authentisch an, den sie aber verschieden bestimmen und deuten:
- als Anknüpfung an im damaligen Judentum umlaufende apokalyptische Vorstellungen,
- als generische Aussagen über das Menschsein,
- als aus vorgegebenen Traditionen nicht ableitbare Aussagen Jesu über seine Zukunftserwartung, seine Endzeitrolle und sein Selbstverständnis. Dazu werden heute keine Gesamthypothesen mehr aufgestellt, sondern für jedes Einzelwort verschiedene Beurteilungen abgegeben.

### „Jesus erwartete einen anderen“ (Rudolf Bultmann)
Rudolf Bultmann kehrte in seiner Theologie des Neuen Testaments die bisher überwiegende religionsgeschichtliche Auffassung um: Ihm galten nur die Worte vom zukünftigen Menschensohn als ursprüngliche Jesusworte. Jesus habe dessen Erwartung aus der jüdischen Apokalyptik übernommen und mit dem Menschensohntitel in der dritten Person einen anderen als Endrichter und Heilbringer angekündigt.
Bultmann hielt auch Lk 12,8 f.  für authentisch: Jesus habe die Entscheidung für oder gegen seine eigene Verkündigung gefordert und in engste Beziehung zur künftigen Entscheidung des Menschensohns für oder gegen den Gläubigen gebracht. Daraufhin habe es für die Urgemeinde nahe gelegen, Jesus mit diesem kommenden Menschensohn gleichzusetzen. Alle Formeln, die das Leiden und Sterben des Menschensohns in den Evangelien ankündigen, seien Jesus erst nach Ostern in den Mund gelegt worden (vaticinia ex eventu). Zwar könnten auch einige Worte vom gegenwärtig handelnden Menschensohn im Munde Jesu echt sein, seien dann aber einfach mit „Mensch“ zu übersetzen.
Diese Auffassung fand unter deutschen evangelischen Neutestamentlern viele Anhänger und wirkte schulbildend. Ihr folgten u. a. Herbert Braun, Günther Bornkamm, Heinz Eduard Tödt und Ferdinand Hahn. Sie versuchten, die Überlieferungsgeschichte der Menschensohnworte des NT in jedem Einzelfall aufzuklären. Die doppelte Determination des griechischen Titels galt ihnen meist als Indiz dafür, dass der an sich unbestimmte aramäische Ausdruck „dieser Mensch“ schon im Munde Jesu ein festgeprägter Terminus bzw. Hoheitstitel war, einen bestimmten endzeitlichen Heilsmittler meinte und deshalb nach den Osterereignissen für seine Person reserviert werden konnte.

### „Jesus wurde mit dem kommenden Menschensohn identifiziert“ (Bultmannschüler)
Tödt untermauerte Bultmanns exegetische Position wie folgt:
- Jesus rede immer in der 3. Person vom kommenden Menschensohn, während er sich in den Worten von dessen Erdenwirken und Leiden offen mit ihm identifiziere. Ersteres sei sicheres Zeichen für Jesu Selbstverständnis als Vorläufer des Menschensohns, letzteres für sekundäre Gemeindebildung.
- Alle drei Spruchgruppen hätten eine verschiedene Herkunft und Traditionsgeschichte. Die Logienquelle kenne nur Worte vom kommenden Menschensohn, daher seien diese älter als die Leidens- und Auferstehungsankündigungen. In den Worten vom Erdenwirken des Menschensohns wiederum werde dessen transzendente Art und Aufgabe nicht berücksichtigt. Zwar werde der Titel auf Jesus übertragen, aber nur von dessen Handeln her gefüllt.
- Im synoptischen Wort Lk 12,8 f. (par. Mk 8,38) unterscheide Jesus sich vom Menschensohn. Er verheiße der Gemeinschaft der Bekenner zu ihm zukünftige Bestätigung durch eine ebensolche Gemeinschaft mit dem Menschensohn im Reich Gottes. Dass der Menschensohn als Bürge für die irdische Vollmacht Jesu in Anspruch genommen wird, schließe eine direkte Identifikation Jesu mit ihm aus. Nur das Heilsgut – Gemeinschaft mit Gott, hier als Gemeinschaft mit Jesus, dort mit dem Menschensohn – sei identisch.
- Der Kreuzestod Jesu habe seinen Vollmachtsanspruch radikal in Frage gestellt. Erst durch seine Auferweckung habe Gott Jesu Anspruch für seine Anhänger bestätigt. Daraufhin sei für sie die Identifikation Jesu mit dem Menschensohn unausweichlich geworden. Die Urgemeinde habe den Geber des Heilsgutes mit der Gabe identifiziert und den Menschensohntitel auch auf das Leiden und Erdenwirken Jesu übertragen.

Diese Konzeption fand schon bald verschiedenen Widerspruch. So bestritten Joachim Jeremias, Carsten Colpe und Philipp Vielhauer, dass Lk 12,8 gegenüber der matthäischen Version Mt 10,32, in der Jesus beide Male „Ich“ sagt, ursprünglicher sei. Nach Colpe strich Matthäus den Menschensohntitel nie, wenn er ihn in seinen Quellen vorfand. Nach Vielhauer wurde umgekehrt eher das Ich Jesu durch den Titel ersetzt, z. B. in Mt 19,28; Mk 14,20 f.; Mk 14,41; Lk 22,68 f.
Vielhauer wies 1957 zudem darauf hin, dass alle drei Gruppen der Menschensohnworte immer in der 3. Person formuliert sind, nirgends eine direkte Gleichsetzung vollzögen und diesbezüglich keine formalen Unterschiede zeigten. Aber kein einziges Jesuswort vom Reich Gottes erwähne den Menschensohntitel. Beide Vorstellungskomplexe seien schon in jüdischer Tradition unterschieden worden. In Jesu Erwartung des Reiches Gottes habe die Erwartung eines Messias oder Menschensohns keinen Platz gehabt. Er folgerte daraus 1963:

„Kein Menschensohnwort ist authentisch; Jesus hat den Menschensohn nicht verkündigt, – weder so, dass er sich mit ihm identifiziert, noch so, dass er einen anderen als Menschensohn erwartet hat.“

Die Worte seien Jesus von urchristlichen Propheten in den Mund gelegt worden, die in seinem Namen redeten und deshalb die dritte Person wählten.
Hans Conzelmann zufolge ist Lk 12,8 nur als Identifikation Jesu mit dem Menschensohn zu verstehen. Nur dann ergebe das Wort einen Sinn, das die Entscheidung des Gläubigen zu Jesus zur Bedingung für die Entscheidung des Menschensohns zum Gläubigen macht. Diese Identifikation habe erst die Urgemeinde vollziehen können, so dass dieses Jesuswort dort entstanden sein müsse.
Demnach hätten die Urchristen Jesus allerdings gegen dessen Eigenabsicht mit dem Menschensohn identifizieren müssen. Diesen Gegensatz stellte Vielhauer heraus. Auch Eduard Schweizer fragte von anderen Prämissen aus, warum der Tod eines Propheten die jüdischen Anhänger Jesu so sehr in ihrem Glauben an das von ihm angekündigte Kommen des Menschensohns erschüttert hätte, statt – wie in der jüdischen Märtyrertradition – seine Rolle als dessen bloßer Vorläufer zu bekräftigen. Dann hätte auch die Auferweckung Jesu sie eher dazu bewegt, seinem vorösterlichen Zeugnis über den kommenden Menschensohn zu trauen, als sie zu nötigen, ihn mit diesem zu identifizieren.
Bertold Klappert stellte deshalb 1971 vor allem die Frage, ob und wie die Urgemeinde in den Sprüchen Jesu vom kommenden Menschensohn nachträglich „entdecken“ (so Tödt) konnte, dass er dort von seiner eigenen Wiederkunft geredet habe, wenn Jesus nicht sich selber gemeint habe.
August Strobel hielt es für „abwegig, ja phantastisch anzunehmen, der Verkündiger eines anderen sei im theologischen Denken der ältesten Jüngergemeinde dieser selbst geworden“.

### „Jesus identifizierte sich mit dem kommenden Menschensohn“ (ab etwa 1970)
Im 19. Jahrhundert vertrat bereits Heinrich Holtzmann die These, Jesus habe den Menschensohntitel im Sinne einer apokalyptischen Richtergestalt verwendet, um seine eigene Person und Rolle im göttlichen Heilsplan zu beschreiben. Nachdem diese These lange Zeit zurücktrat, erfuhr sie seit den 1970er Jahren eine Neuauflage mit vielen Varianten.
Wolfhart Pannenberg zufolge nahm Jesus den Titel für sich und sein Wirken in Anspruch, um es als Vorwegnahme der Aufgaben des Menschensohns zu legitimieren. Er weise damit auf kommende Bestätigung durch Gottes Endoffenbarung hin und bleibe darauf angewiesen. Er verstehe sich selbst als der, dem Gott das Amt des Menschensohn-Weltenrichters zuweisen werde.
Für Angus J. B. Higgins (Menschensohnstudien 1965) bezeichnet der Titel im Munde Jesu keine personale, von ihm unterschiedene Gestalt, sondern die Würde, die Jesus für sich erwartete: die des von Gott beauftragten Weltrichters.
Volker Hampel zufolge (Menschensohn und historischer Jesus, JETh 7/1993) bezeichnete Jesus sich als Menschensohn, um dadurch seine Bestimmung zum Messias auszudrücken, der verborgen unter den Menschen lebe, bevor Gott ihn allen offenbaren werde.
Diese Sichtweisen konnten die Spruchgruppen vom Erdenwirken und Leiden des Menschensohns nur schwer integrieren. Denn mit der Sündenvergebung und Aufhebung einzelner Toragebote nahm Jesus bereits in seiner Gegenwart Gottes Privilegien in Anspruch, agierte also als sterblicher Mensch so, wie es vom dazu bevollmächtigten Endrichter erwartet wurde. Gerade diese Worte jedoch machen die Ablehnung, die Jesus im damaligen Judentum erfuhr, historisch plausibel.
Hinzu kommt, dass im NT anders als bei anderen Hoheitstiteln (z. B. Mt 16,16 für Christus und „Sohn Gottes“, Mk 15,26 für „König der Juden“, Phil 2,11 für „Herr“) keine Selbstaussage Jesu („ich bin der Menschensohn“), kein Bekenntnis („du bist der Menschensohn“) und keine missionarische Verkündigung („Jesus ist der Menschensohn“) zu finden ist. Wäre „Menschensohn“ ein fester Titel, den Jesus für sich verwendete, so wäre gemäß der Auffassung der Kritiker doch zu erwarten, dass ihm dieser Titel explizit zugesprochen oder von seinen Gegnern abgesprochen wird.

### „Jesus nahm die Aufgaben, nicht die Identität des Menschensohns in Anspruch“
Carsten Colpe zufolge stellte Jesus sich nur in seinem Handeln funktional mit dem kommenden Menschensohn gleich, ohne sich direkt mit ihm zu identifizieren. Diese dynamische, auf Vollendung harrende Erwartung habe erst die Urgemeinde zu einer statischen, in Jesu Gegenwart vollendeten Identifikation gemacht.
Für Helmut Merklein verstand Jesus sich als irdischer Doppelgänger des himmlischen Menschensohnes, den Gott herbeiführen werde. Dies ließ Recht und Sinn der Beziehung zwischen beiden offen und legte einen Gnostizismus nahe, wonach zwar der menschliche Doppelgänger, aber nicht das ewige Himmelswesen Leiden und Tod ertragen könne und müsse.
Joachim Gnilka (Die frühen Christen. Ursprünge und Anfang der Kirche) und Jürgen Becker vermuten, dass Jesus gar nicht an der Identität des Menschensohnes interessiert war, sondern nur den Ernst des bevorstehenden Endgerichts, in dem der Mensch gemäß seiner Stellung gegenüber Jesus und seiner Sendung beurteilt werde, bekräftigen wollte. Jesus sehe zwischen sich und dem Menschensohn nicht eine „Identität der Personen“, sondern eine „Identität der Heilsgemeinschaft“.
Diese Lösungsversuche setzen jedoch eine Vorstellung vom Menschensohn als Richtergestalt voraus, die weder in der jüdischen Tradition noch im Munde Jesu so einheitlich vorgegeben sein muss.

### Exklusive Selbstreferenz
Manche Exegeten verstehen den Gebrauch des Begriffes „Menschensohn“ in den synoptischen Evangelien rein vom aramäischen Idiom her, wobei sie vor allem Menschensohnworte aus Gruppe b) heranziehen. Wenn Jesus „Menschensohn“ sagt, so sei dies nichts anderes als eine bescheidene Umschreibung von „ich“ (Geza Vermes, Müller, Schwarz). Der Vorteil dieser Hypothese ist, dass fast alle Menschensohnworte verständlich gemacht werden können. Es stellt sich allerdings die Frage nach dem Kriterium, wann Jesus „ich“ und wann er „Menschensohn“ sagt. Besteht ein Bedeutungsunterschied zwischen den beiden Formen der Selbstreferenz? Außerdem sind es gerade die Aramaisten, die ein Fragezeichen setzen, weil dieser Sprachgebrauch eben erst im späten Aramäisch bezeugt ist (Joseph Fitzmyer).

### Generischer Gebrauch
Im Anschluss an den (in Texten aus der Zeit Jesu bezeugten) aramäischen Sprachgebrauch gebrauche Jesus „Menschensohn“ idiomatisch im Sinne von „jeder Mensch“ (Casey). Es ist dies auch eine Form der Selbstreferenz, bei der aber alle Menschen eingeschlossen werden, in Aussagen, die auf einer ersten Ebene allen Menschen und auf einer zweiten Ebene von ihm selbst gelten. Nicht einfach Jesus selbst, sondern jeder Mensch ist „Herr über den Sabbat“, dies entspricht gut dem Anliegen Jesu in Mk 2,23–28. – Gegen diese Hypothese spricht, dass nur wenige Menschensohnworte vor diesem Hintergrund wirklich verständlich sind, und dass es schwer zu erklären ist, wie die Urgemeinde später exklusiv von Jesus selbst als dem Menschensohn sprechen konnte, wie es in den synoptischen Evangelien der Fall ist.

### (Reduzierte) inklusive Selbstreferenz
Wenn Jesus „Menschensohn“ sage, so meine er sich selbst, aber nicht ausschließlich: er meine vielmehr auch jeden Menschen, der ihm ähnlich ist, der ihm nachfolgt, der sein Schicksal teilt. Menschensohn heiße so viel wie „ein Mensch wie ich“ (Lindars) oder auf gut Deutsch „unsereins“. „Unsereins hat nichts, wo er sein Haupt niederlegen kann“ (Lk 9,58) – das gilt für Jesus, aber auch für diejenigen, die ihm nachfolgen, jedoch nicht für alle Menschen. – Die Kritik, die an der Hypothese vom generischen Gebrauch angebracht werden kann, gilt allerdings auch hier.

## Popkulturelle Bezüge
Die Verwendung von „Menschensohn“ als Ausdruck für „jemand“ oder „der eine“, womit Gottes Auserwählter bezeichnet wird, findet sich in popkulturellen Verweisen, insbesondere in der Figur des Neo in den Matrix-Filmen.

## Einzelbelege
1. ↑  Rudolf Bultmann, Theologie des Neuen Testaments, S. 29 ff. Voransicht 91984
2. 1 2  Martin Karrer: Jesus Christus im Neuen Testament. 1998, S. 290 f.
3. ↑  William Wrede: Das Messiasgeheimnis in den Evangelien, 1901, S. 130
4. ↑  Philipp Vielhauer: Jesus und der Menschensohn ZThK 60, S. 170
5. ↑  Hans Conzelmann, Theologie des Neuen Testaments S. 155 f.
6. ↑  Bertold Klappert, Die Auferweckung des Gekreuzigten S. 111
7. ↑  August Strobel, Kerygma und Apokalyptik 1967, S. 149
8. ↑  Georg Seeßlen: Die Matrix entschlüsselt. Das definitive Buch über alle drei Matrix-Filme. Bertz, Berlin 2003, ISBN 3-86505-151-0.